# Cunha Baixa
Cunha Baixa es una freguesia portuguesa del concelho de Mangualde, con 15,62 km² de superficie y 1.133 habitantes (2001). Su densidad de población es de 72,5 hab/km².